# Viozan
Viozan är en kommun i departementet Gers i regionen Occitanien i sydvästra Frankrike. Kommunen ligger i kantonen Mirande som tillhör arrondissementet Mirande. År 2022 hade Viozan 94 invånare.

## Befolkningsutveckling
Antalet invånare i kommunen Viozan
Referens:INSEE